# Unplugged (альбом The Korgis)
| Оценки критиков | Оценки критиков |
| Источник        | Оценка          |
| --------------- | --------------- |
| Allmusic        | [ 1 ]           |

Unplugged — концертный альбом британской поп-группы The Korgis, вышедщий в 2006 году.

## Об альбоме
Концерт, записанный летом 2005 года первоначально был  предназначен  для включения в DVD Kollection , но был выпущен в качестве надлежащего альбома в следующем году.  В альбом вошли акустические версии всех самых известных песен группы, такие как  «Everybody's Gotta Learn Sometime», «Young 'n' Russian», «If It's Alright With You Baby» и «If I Had You», а также другие треки с альбомов The Korgis, Dumb Waiters, Sticky George, Burning Questions и This World’s For Everyone.

## Список композиций
1. «Cold Tea» (Warren) — 4:31
2. «Dumb Waiters» (Warren) — 2:40
3. «If I Had You» (Davis, Rachmaninoff) — 3:31
4. «I Wonder What's Become of You» (Baker, Warren) — 3:35
5. «That's What Friends Are For» (Davis, Ferguson) — 3:28
6. «If It's Alright with You Baby» (Warren) — 3:29
7. «Perfect Hostess» (Davis) — 3:17
8. «Young 'n' Russian» (Davis, Ridlington, Warren) — 3:24
9. «All the Love in the World» (Davis, Warren) — 3:44
10. «Everybody's Got to Learn Sometime» (Warren) — 3:17
11. «This World's for Everyone» (Warren) — 3:34
12. «Lines» (Lindsey) — 3:17
13. «It Won't Be the Same Old Place» (Davis, Warren) — 4:27
14. «It All Comes Down to You» (Baker, Davis) — 3:48

## Участники записи
- Andy Davis — клавишные, гитары, бэк-вокал
- James Warren — гитары, ведущий вокал, бэк-вокал
- John Baker — гитары, клавишные, ведущий вокал, бэк-вокал

### Производство
- The Korgis – музыкальные продюсеры

## История выпуска
- 2006 Angel Air SJPCD 213